# Stepnoi (Tula)
Stepnoi (en rus: Степной) és un poble (un possiólok) de l'óblast de Tula, a Rússia, segons el cens del 2010 tenia 428 habitants.